# Cobras Brasil XV
O Cobras Brasil XV é um time profissional de rugby union sediado em São Paulo. A equipe foi fundada em 2021 para substituir o Corinthians, que era a franquia que originalmente participaria como representante brasileiro na competição recém criada, a Súper Liga Americana de Rugby (SLAR). À partir de 2023 a competição passará a ser chamada de Super Rugby Américas.

## Visão geral
Em março de 2020, a SLAR é cancelada devido às complicações com a COVID-19, por conta disso o contrato entre a Confederação Brasileira de Rugby (CBRu) e o Corinthians é encerrado após o time ter disputado uma única partida amistosa em Montevidéu no dia 26 de fevereiro contra o Peñarol Rugby (derrota por 45 a 14).
Com o encerramento do contrato, a CBRu decidiu criar uma nova franquia. Assim, Cobras Brasil XV foi fundado e se tornou a segunda franquia brasileira profissional já criada e única em atividade no país.

## Esquadrão atual
A escalação do Cobras Brasil XV para a temporada 2023 do Super Rugby Américas é:
- Jogadores seniores de 15 anos com internacionalizações estão listados em negrito .
- * denota jogadores qualificados para jogar pelo Brazil com dupla nacionalidade ou residência.